# Heptarhija
Heptarhija (engl. The Heptarchy), od starogrčkih riječiju ἑπτά + ἀρχή koje doslovno znače sedam kraljevstava, "sedmovlašće"), naziv je za sedam anglosaskih država koje su postojale u južnoj, istočnoj i središnjoj Britaniji u doba kasnog starog vijeka i ranog srednjeg vijeka, a čijim je ujedinjenjem početkom 9. stoljeća nastala Kraljevina Engleska.  Pod državama Heptarhije se tradicijski smatra kraljevstva Northumbriju, Merciju, Istočnu Angliju, Essex, Kent, Sussex i Wessex.
Izraz je u uporabi od 16. stoljeća, ali ideja o sedam anglosaskih kraljevstava kao predšasnicima engleske države se pripisuje engleskom povjesničaru Henriku Huntigtonskom koju je u 12. stoljeću iznio na stranicama svoje knjige Historia Anglorum.
Nedavnim istraživanjima se otkrilo da neka heptarhijska kraljevstva nisu dosegla značaj kao ostala, a to se posebice odnosi na Essex i Sussex. Osim njih, postojala su ina kraljevstva pored tih sedmero kraljevstava koja su bila značajnija nego što se nekad mislilo. Takva kraljevstva (ili potkraljevstva su bila: Bernicija i Deira unutar Northumbrije; Lindsey na tlu današnjeg Lincolnshirea; Hwicce u jugozapadnom Midlandsu; Magonsæte ili Magonset, potkraljevstvo Mercije na tludanašnjeg Herefordshirea; Wihtwara, jutsko kraljevstvo na otoku Wightu (Ynys Weith), izvorno važno kao Cantwara Kenta; Središnji Angli, skupina plemena koja su se grupirala oko današnjeg Leicestershirea, poslije su ih pokorili Mercijci; Kraljevstvo Hæstingas (oko grada Hastingsa u Sussexu); Gewisse, sasko pleme na području današnjeg Hampshirea koje se poslije razvilo u kraljevstvo Wessex.
Vrijedi spomenuti kraljevstvo Iclingu (prethodnika Merciji), potkraljevstvo Surrey, jutsko pleme u Hampshireu Meonwaru, plemena Pecsæte, Wreocensæte, Tomsæte i Dumnoniju na Cornwallu.

## Vanjske poveznice
- (engleski) Monarchs of Britain, Encyclopædia Britannica
- (engleski) [http://www.ogdoad.force9.co.uk/alfred/alfhidage.htm The Burghal Hidage - Utvrđeni burhovi u Wessexu
- A literary & historical atlas of Europe Heptarhija prema Bartholomewovom povijesnom atlasu europskog kontinenta iz 1914. godine